# NGC 3222
NGC 3222 este o galaxie lenticulară situată în constelația Leul. A fost descoperită în martie 1855 de către August Winnecke.